# Gabriel Marklin

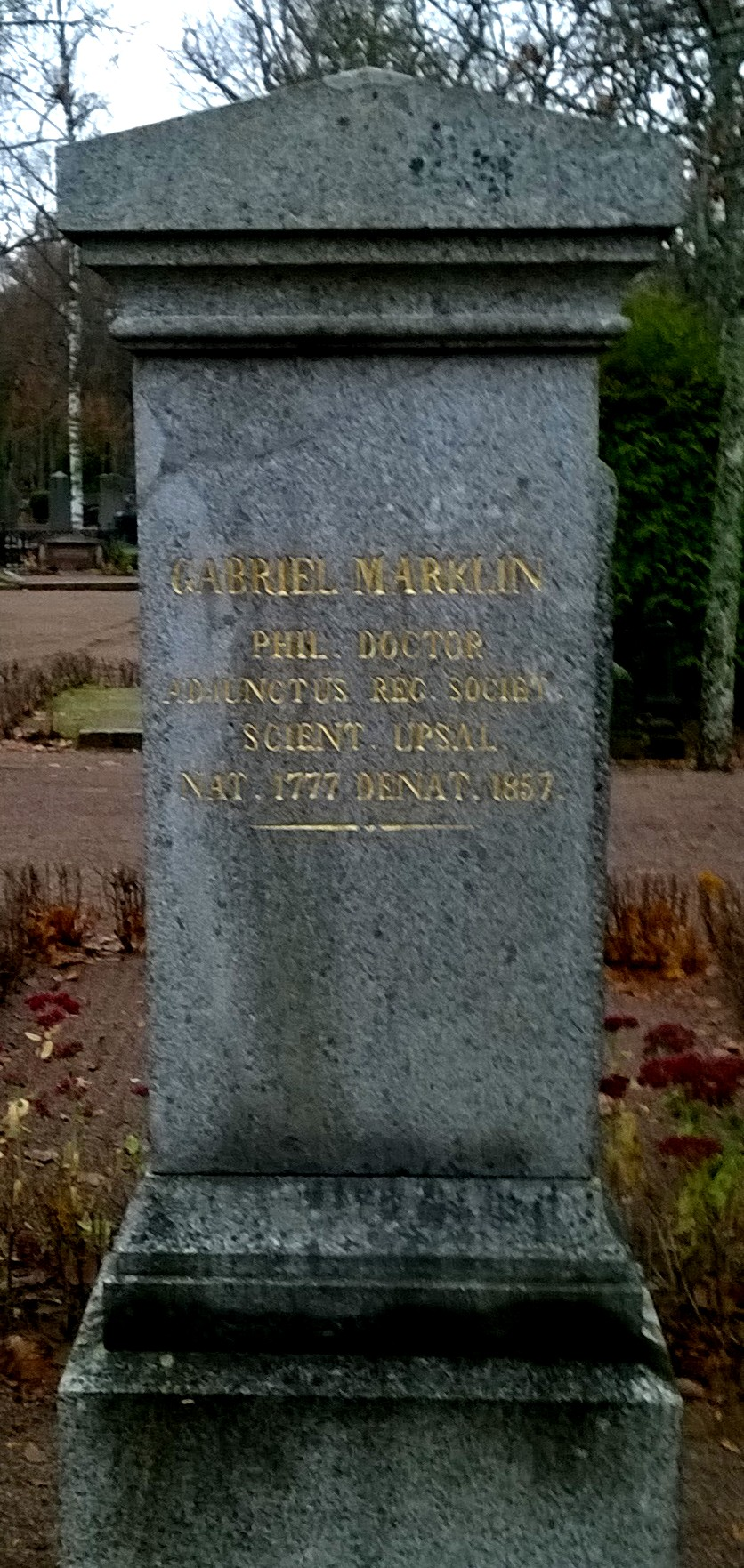
Gabriel Marklins gravsten.

Gabriel Marklin, född 1 juli 1777 i Ersmarks by i Skellefteå församling,  död 29 augusti 1857 i Uppsala domkyrkoförsamling, var en svensk naturforskare och samlare.

## Biografi
Marklin växte upp som son till en bonde på gården Ersmark 12, Hans Jonsson och hustrun Sara Eriksdotter från Medle. Som en yngre bondson varken kunde eller tänkte hans föräldrar bereda sonen någon annan bana än att arbeta som dräng. Vid tjugo års ålder begav sig Marklin först till Piteå trivialskola, och sedan till Härnösands gymnasium, för att studera. Under tiden han genomgick skola och gymnasium, högg han ved, bar vatten, borstade kläder och skodon hos sin lärare, för att på detta sätt livnära sig. 
År 1803 blev Marklin student vid Uppsala universitet. Han blev 1824 amanuens vid universitetets naturhistoriska museum och 1829 adjunkt vid Vetenskapssocieteten. Både innan och senare gjorde han nästan årligen vandringar genom olika delar av landet, dels i naturvetenskapligt syfte, dels för att köpa upp akademiskt tryck. 
Ett par gånger var han även utomlands, åren 1827–1829, då han med ett kungligt stipendium och med stöd av Vetenskapsakademien gjorde en resa genom Tyskland och Nederländerna, samt 1840, då han bevistade naturforskarmötet i Köpenhamn, och därefter gjorde ett besök i Erlangen. 
Marklin levde mycket sparsamt och ägnade all sin tid och all omsorg åt sina samlingar. För att öka dem, och även som inkomstkälla i övrigt, samlade han disputationer, program och teser, av vilket tryck han sålde nästan kompletta samlingar till Kungliga biblioteket i Stockholm och Helsingfors universitet. Hans betydande skriftställarverksamhet behandlade också detta ämne, i det han utgav Catalogus Disputationum in Academiis Scand. et Finland. Lidenianus continuatus samt Ad Catalogum etc. Lidenianum supplementa.
Som ett erkännande av hans förtjänster blev den då åttioårige studenten vid promotionen 1857 hedersdoktor vid Uppsala universitet. Han levde endast en kort tid därefter och dog i kolera. Några år före sin död hade han testamenterat sina dyrbara samlingar dels till Uppsala universitet, dels till Vetenskapssocieteten. 
Gabriel Marklin ligger begravd på Uppsala gamla kyrkogård.